# XXV Mostra de Cinema Llatinoamericà de Catalunya
La XXV Mostra de Cinema Llatinoamericà de Catalunya va tenir lloc a Lleida entre el 6 i el 13 de juny de 2019. Fou organitzada pel Centre Llatinoamericà de Lleida amb el suport del Patronat de Turisme de la Paeria de Lleida i la col·laboració de la Fundació "la Caixa", la Universitat de Lleida, l'Instituto de Cooperación Iberoamericana, el Ministeri d'Assumptes Socials d'Espanya, la Casa de América i la Casa Amèrica Catalunya. El cartell fou dissenyat per Andrea-Mersey de Castro Piñol.
En total es van projectar 81 produccions de 20 països (12 llatinoamericans) amb 13 produccions inèdites a l'estat espanyol, 5 estrenes europees i 2 òperes primes. A la secció oficial hi participaren 32 pel·lícules: 12 llargmetratges i 12 curtmetratges (projectats al CaixaForum Lleida) i 8 documentals (projectats a la Universitat de Lleida). També es van fer sessions a la Mariola i als Cinemes Funàtic i s'oferirà una jornada protagonitzada per un festival convidat, aquest cop el Festival Internacional de Cinema Gai i Lèsbic de Barcelona (FICGLB). Alhora es va crear una nova secció no competitiva, Terror Llatí, i es faran dues maratons de curtmetratges.
La inauguració va tenir lloc al teatre de La Llotja de Lleida. Es va atorgar el premi d'Honor a l'actriu Lola Dueñas i el director de fotografia José Luis Alcaine, el Premi Jordi Dauder a Josep Maria Pou, el Premi Ángel Fernández-Santos, a la plataforma de vídeo Filmin, i el Premi Talent Llatinoamericà a l'historietista Horacio Altuna.

## Pel·lícules exhibides

### Llargmetratges de la secció oficial
- Love Me Not de Lluís Miñarro i Albero /[7]
- Camino sinuoso de Juan Pablo Kolodziej
- O Barco de Petrus Cariry
- Aquí y ahora de Paz León /
- La boya de Fernando Spiner
- Detrás de la montaña de David R. Romay
- Mataindios d'Oscar Sánchez Saldana i Robert Julca Motta
- Las Vegas de Juan Villegas
- La camarista de Lila Avilés
- Yo Fausto de Julio Berthely
- Luciérnagas de Bani Khoshnoudi /

### Documentals de la secció oficial
- Miró. Las huellas del olvido de Franca González [8]
- The Smiling Lombana de Daniela Abad
- Viaje a los pueblos fumigados de Fernando Solanas
- Yeses de Manuel Forneiro
- Madame Cinéma de Jonathan Reveron
- Espero tua (Re)volta d'Eliza Capai
- Los 120. La brigada del café de María Laura Vasquez //
- Charco: Canciones del Rio de la Plata de Julián Chalde

### Curtmetratges en competició
- Nana de Roger Villarroya
- Bodas de oro de Lorenzo Tocco /
- El tamaño de las cosas de Carlos Felipe Montoya
- Alma de Santiago León Cuéllar
- Eva de Gonzalo Yáñez Caro
- Harina de Joanna Cristina Nelson
- Los áridos de Jorge Sesán
- Rex de María Conchita Díaz
- The Death of Don Quixote de Miguel Faus
- What is love de Paco Caballero

### Terror Llatí
- Vuelven (2017) d'Issa López [9][10]
- Siete cabezas (2017) de Jaime Osorio Márquez
- Morto Não Fala (2018) de Dennison Ramalho
- Abrakadabra (2018) de Luciano Onetti i Nicolás Onetti
- O Clube dos Canibais (2018) de Guto Parente
- ¿Eres tú, papá? (2018), de Rudy Riverón Sánchez

## Jurat
El jurat oficial de llargmetratges era format pel director Carles Torras, la periodista mexicana Adela Mac Swiney i el periodista Javier Tolentino.

## Premis
Els premis atorgats en aquesta edició foren:
| Categoria                                      | Premiat                       | Treball                                    |
| ---------------------------------------------- | ----------------------------- | ------------------------------------------ |
| Premi al Millor llargmetratge                  | Detrás de la montaña          | David R. Romay                             |
| Millor director (Premi Obra Social "la Caixa") | Lluís Miñarro i Albero        | Love Me Not                                |
| Premi del Públic Llargmetratge                 | Yo Fausto                     | Julio Berthely                             |
| Millor opera prima                             | Mataindios                    | Óscar Sánchez Saldaña i Robert Julca Motta |
| Millor actor                                   | Arash Marandi                 | Luciérnagas                                |
| Millor actriu                                  | Pilar Gamboa                  | Las Vegas                                  |
| Millor guió (Premi Casa Amèrica Catalunya)     | La camarista                  | Lila Avilés i Juan Carlos Márquez          |
| Millor documental                              | Yeses                         | Miguel Forneiro                            |
| Premi del Públic Documental                    | Espero tua (re)volta          | Eliza Capai                                |
| Millor curtmetratge                            | Nana                          | Roger Villarroya                           |
| Menció al curtmetratge                         | Bodas de oro                  | Lorenzo Tocco                              |
| Premi Ángel Fernández-Santos                   | Filmin                        |                                            |
| Premi d'Honor                                  | Lola Dueñas José Luis Alcaine |                                            |
| Premi Jordi Dauder                             | Josep Maria Font              |                                            |
| Premi Talent Llatí                             | Horacio Altuna                |                                            |